# Żelechów (powiat grójecki)
Żelechów – wieś w Polsce położona w województwie mazowieckim, w powiecie grójeckim, w gminie Chynów.
W skład sołectwa Żelechów wchodzi także wieś Nowy Żelechów
W połowie XIX wieku wieś wchodziła w skład majątku Żelazna i nazywała się Karczunek. W tym okresie właścicielem majątku był Jan Wincenty Brandtkie, profesor Uniwersytetu Warszawskiego.
Na obecną miejscowość o nazwie Żelechów składają się dwie wsie zanotowane w Słowniku Geograficznym, które około roku 1880 były zapisane pod nazwą Nowy Żelechów i Karczunek Zaleski. Nowy Żelechów w tym czasie to wieś, która miała powierzchnię 325 mórg i mieszkało w niej 241włościan, natomiast Karczunek Zaleski to była wieś w której było 40 osad włościańskich na pow. 325 mórg. 
W 1929 roku Żelechów należał do gminy w Czersku. W latach 1975–1998 miejscowość należała administracyjnie do województwa radomskiego.